# 移民

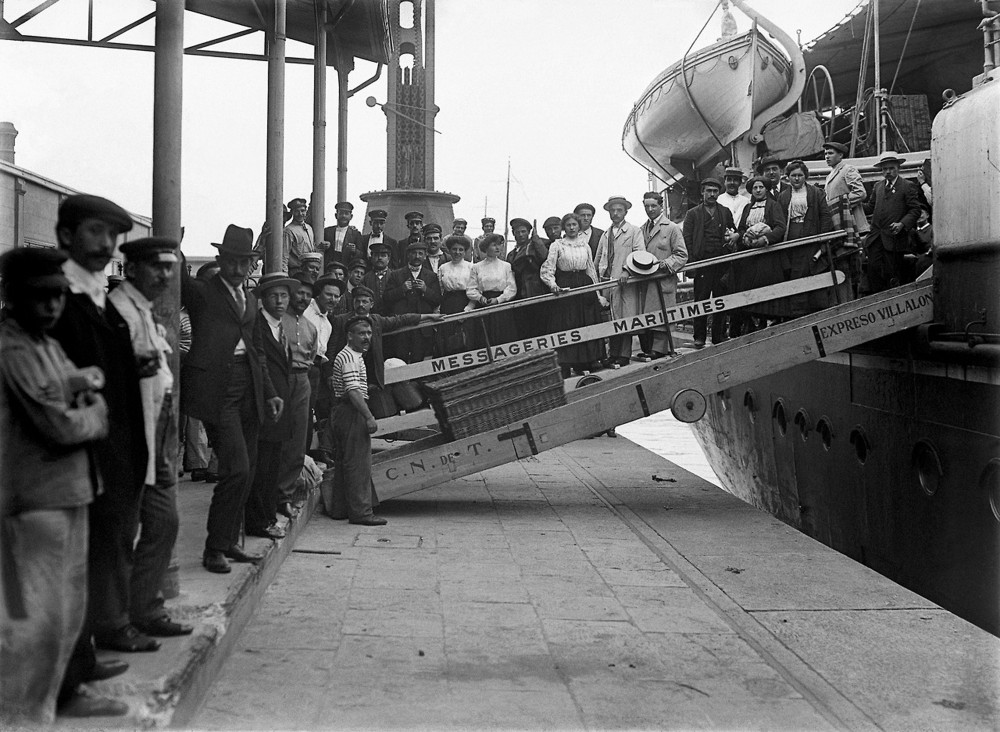
アルゼンチンに到着したヨーロッパからの移民

移民（いみん, migrant）とは、国際連合人口部の定義では、外国生まれの人口のこと。国外へ出ていった人口を移出民・国外移住者（emigrant）、国内に入ってきた人口を移入民、入国移植者（immigrant）と呼ぶ。密入国や不法滞在の場合を不法移民（ふほういみん、illegal immigrant）と呼ぶ。
国連の推定によれば、世界人口の3%が移民であり、残りの97%は出生した国もしくはその後継国に在住している。1990年には国連で「全ての移住労働者及びその家族の権利の保護に関する国際条約」が採択された。
OECD全体では、人口の10人に1人が外国生まれである。OECD諸国において移民の最大の理由は「家族の呼び寄せ」であり、3分の1以上を占めている。OECD最大の移民転入国は米国であった。
移民先の現地語習得・世俗主義などの社会文化や価値観へ順応した同化移民ではなく、「多文化共生」として移民元やルーツの慣習等を維持した非同化移民が問題になっている。

## 概要
国際的に合意された移民（migrant）の定義はまだ無い。最も引用されている定義は、国際連合（UN）の国連統計委員会への国連事務総長報告書（1997年）に記載されているもので、「通常の居住地以外の国に移動し、少なくとも12か月間当該国に居住する人のこと（長期の移民）」を言う。この定義によると長期留学生、仕事での長期赴任者、長期旅行者も「移民」である。

While there is no formal legal definition of an international migrant, most experts agree that an international migrant is someone who changes his or her country of usual residence, irrespective of the reason for migration or legal status. Generally, a distinction is made between short-term or temporary migration, covering movements with a duration between three and 12 months, and long-term or permanent migration, referring to a change of country of residence for a duration of one year or more.
国際移民の正式な法的定義はまだないが、多くの専門家は国際移民とは、その理由や法的地位に関わらず、通常の居住国を変更する人であるという点で一致している。一般的には3-12カ月とされる短期・一時的移民と、1年を超える長期・永住移民に区別される。
—United Nations Department of Economic and Social Affairs
また、国籍に関する要件が含まれていないため、日本で出生した外国籍の保持者は通常の居住国は日本であるため、移民ではない。
国際移住機関（IOM）は「国内移動を含め、自発的に他の居住地に移動すること」と定義している。「非自発的な移住」として自分の意思に反して強制的に移動を余儀なくされる場合で戦争や内乱・武力紛争、人権侵害、自然災害などによって起こる難民、あるいは避難民、また人身取引の被害者、研修生や留学生で搾取を受けている人、自分の意思で移動してもその後に紛争に巻き込まれてしまったというケースなどを国際的な人道支援の対象としている。
通常、統計上の移民は、外国からの（外国への）移住者と同義だが、社会的問題としての「移民」には、文字どおり「民」すなわち特定の出身国から来る「大勢の人々」という意味合いが含まれている。そのため、一般的に移民は、巨視的な移住現象（社会全体に影響しうる程度のもの）、又はそれを構成する個々の移住者を意味している（場合によってその子孫が含まれることもある）。
一方、相対的に移住者数が少数である国籍等の場合、移民ではなく、単なる移住者とみられる。例えば、日本には欧州諸国（欧州文化地域）からの移住者が多少居住するが、日本の人口に比してその規模が非常に小さく、通常の社会・政治論ではこれを移民現象として捉えない。なお、より経済力のある豊かな国へ裕福な生活を求めることが多数の移民の動機になっていることから、移民が「経済的移民」を指すことも少なくない。
さらに、英訳の「イミグレーション」（Immigration）は、国の入国管理事務も意味しているため、日本語の「移民」より、語義が広範（曖昧）な言葉になっている。こうした定義の曖昧さが移民問題の議論を難しくする要因の一つである。
またSFなどで宇宙移民について描かれることもある。

## 統計
OECD各国における永住入国移植者の分類（2021年）
国際労働機関（ILO）は、2017年時点で世界の移民労働者数が推計1億6400万人、移民全体が同2億7700万人おり、いずれも前回調査（2013年時点）より増加しているとの報告書を2018年12月5日に公表している。
OECDの統計では、以下の5分類にて分類される。
1. 労働移民（Economic migrant）
2. 労働移民と共に入国する家族
3. 家族の呼び寄せ
4. 人道上の理由による移民と、その家族
5. その他（血統に基づく移民、年金生活者など）

## 法制度

### アメリカ合衆国
米国政府が発給する外国人へのビザは、大きく「移民ビザ（Immigrant Visa）」と「非移民ビザ(Non Immigrant Visa)」に分けられる
。
移民ビザは「Permanent resident Visa（永住権）」とも呼ばれ、滞在期限や活動（就業）に一切の規制がない。一方で「非移民ビザ」は、滞在期限や滞在中の活動（就業可・不可やその職種・条件など）に制限があり、非移民ビザによる滞在の外国人は住居の有無・就労・滞在期間に関わらず全てVisitor（訪問者）として扱われる。
すなわち、米国政府は移民とは「永住権所持者」と定義している。なお、日本の自民党特命委員会が提案している「入国時に在留期間の制限がない者」は、この定義に近い。（ただし、米国永住権は期間だけではなく在留中の活動にも制限がない）
対して、一般市民の認識では「永住権所持者」と「帰化米国籍者（他国で出生した後に米国へ移住し米国籍を取得した者）」の両方を含めて「移民」と呼ぶ事が多い。
不法移民増加によるアメリカ合衆国国内世論の変化を受け、米国大統領選選挙の争点になっている。

### フィリピン
フィリピン政府が移民法に基づき発給するビザには、割当移民ビザ（Quota Immigrant Visa）や非割当移民ビザ（Non-Quota Immigrant Visa）がある。
割当移民ビザは、移民法13条に基づき、対象国ごとに一年あたり定められた人数まで発給されるビザである。
非割当移民ビザは、移民法13条に基づき、フィリピン人と結婚した者などを対象として発給されるビザである。

## 歴史

### 国民と移民
数千年前から現象として起きている「人の移動」（人類のアフリカ単一起源説を参照）に対して、日本語の移住とは広義においての「国内での地域間での人々の移り住み」も含まれる。狭義においての移民は、「ある国家の国民が別の国家に移り住むこと」を指す事が多い。市民権や国籍を管理するようになったのは国民国家の形成以降であるから、移民とは一般に近代の概念である。19世紀に進展した国民国家の形成において国籍法の整備と国境の画定により国民を登録して管理するようになり、国民と移民が法律上、明確に分けられることになった。

### 植民
帝国主義時代の下、ヨーロッパ諸国がアメリカ大陸・アジア・アフリカ大陸で獲得した植民地では、植民地経営のために政策的にヨーロッパからの植民がなされた。アフリカからの奴隷貿易も行われた。その後、世界的な奴隷制度廃止に伴い、鉱山や農園（プランテーション）開発や鉄道建設のため、アジアでも人口が多い地域（中国大陸など）からの労働移民が東南アジアやアフリカ大陸に渡った。
東南アジアにおける植民地経営を支えていたのはイギリス領マレー半島のゴムや錫、オランダ領インドネシアの農業生産などであり、そこで必要とされた労働力は中国南部やインド南部から調達された。彼らの多くは契約労働者であったが、現地に定住する者も少なくなかった。これに伴い商業活動に進出する者も増え、これらの中国系移民（華僑・華人）とインド系移民（印僑）は、その後、東南アジア各地で大きな影響力を持つこととなった。
アフリカへの移民としては南アジアとりわけインドからの人々が多く、イギリス帝国の下ではイギリス領植民地相互の植民も行われた。

### 19世紀・移民の世紀とそれ以後
18世紀までのヨーロッパからの移民が主に年季契約の形をとった労働移民であったのに対し、19世紀には自由移民が主流となった。19世紀のヨーロッパでは、産業革命の影響等による人口の増大や交通機関の発達などにより大規模な人口移動がおこった。各国では人口の都市への集中が見られた一方で、海外移民も増加した。第一次世界大戦までの100年間に新大陸に渡ったヨーロッパ人は6000万人に達し、19世紀は正に「移民の世紀」であった。
最大の移民受け入れ国はアメリカ合衆国であり、その数は1821年から1920年までの100年で約3300万人とされる。その前半には北・西ヨーロッパから、その後半は南・東ヨーロッパからの移民が到来し、これは各国の工業化の進展の時期のずれを示している。アメリカ自体が広大な土地と産業化の進展により巨大な人口吸収力を持っていた。とくに1840年代、1845年からアイルランドでジャガイモの病害による不作から飢饉が発生するとアイルランドから年間百万単位での移民が続いた。1900年からの10年間はユダヤ人を含めたロシア、ポーランド、イタリアからの移民が800万人にのぼったとされる。植民地時代より人口増加や貧困などの経済的な要因だけでなく、ユダヤ人のように政治的・宗教的な迫害等の要因からの移民も起こった。アイルランドやイタリアからの移民は低賃金労働に従事し、一部の成功者を除いて都市の下層社会を構成、多くがカトリックでプロテスタント社会とは別個の社会を作っていった。また19世紀半ばにアフリカからの黒人奴隷が解放されると、中国やインドから労働者を雇い入れ、不足する労働力を補った。
なお、アメリカ大陸・オーストラリア・南アフリカにおける黄色人種（モンゴロイド）のアジア系移民はヨーロッパ系の白人労働者と競合したため、「黄禍」として排斥されたり、移民を制限されたりすることもあった。1870年代にはカリフォルニア州で中国人（中国系アメリカ人）排斥の動きが高まり、1882年には中国人移民禁止法がアメリカ合衆国議会で成立した。1924年にはアメリカ合衆国でとりわけ日本人移民（日系アメリカ人）を制限する「排日移民法」が制定され、日本で「アメリカ政府は人種差別的である」とする反米感情が生まれた。
オーストラリアではアジア系移民の市民権を容認しない「白豪主義」が採用された。南アフリカではこの後、厳しい人種隔離政策である「アパルトヘイト」が長い間継続された。
冷戦終結、東欧革命による共産圏国家の崩壊以降の近年は欧州連合（EU）統合とシェンゲン協定加盟国内の旅行が自由となった影響で、旧東側諸国の東ヨーロッパから旧西側諸国の西ヨーロッパへの移民が増加している。

## ヨーロッパにおける移民
ヨーロッパにおける移民は、おおむね欧州大陸圏内での移住と、北米（アメリカ合衆国とカナダ）からイギリスへの移住、イスラム圏（北アフリカ・中近東諸国・インドネシア）からの流入が大勢を占めている。主に欧州で問題となっているのは宗教的・文化的背景が大きく異なるムスリムの移民であるが、イタリアなどではルーマニアなど東欧（主にかつての冷戦下の旧東側諸国）からの移民があまりに増加したために不動産価格の上昇・土地の不法占拠などの問題が深刻化してしまい、ムスリム・アジア系の移民だけでなく東欧系移民への地元民の反感も強まっている。エマニュエル・トッドは西洋四大国（アメリカ・イギリス・フランス・ドイツ）の移民の統合状況に大きな相違点があるとした。
移民の大多数は複数ある産業のいわゆる下流工程と言える職に就くことが多く、ヨーロッパ経済の下支えとしての役割を果たしている。とりわけ天然ガスの採掘によって危機的な自国通貨高に見舞われたオランダでは、第一次産業・第二次産業に従事する移民が経済復興の足がかりにもなった。ドイツにはトルコ人が、イギリスには旧植民地のインド人やパキスタン人のほか、東欧のポーランド人・アフリカ系・カリブ系・アラブ系・華僑が移民または労働者として流入している。

### 移民政策の歴史

#### フランス
1960年代から70年代にかけて、北アフリカ諸国（マグリブ）からの移民はフランス主要都市郊外の貧困地域に居住していた。移民の家族らがフランスへ移り住むに伴い低所得層の住宅が建設され移民の人口は増加していった。それらの地域では失業率は高く、生活水準は低く、警察の見回りもしばしばであった。それら移民は地理的にもフランス社会から隔絶されていた。
ムスリム2世3世のフランス社会への適応度合いはどうなのか。フランス革命以後におけるフランスの社会政治的構造は世俗主義の原則に依っている。キリスト教国家として、学校の授業でも『聖書』に言及することは教育カリキュラムのうちの必須事項だが、イスラム教聖典『コーラン』に言及することは必須ではない。ムスリム系が多数存在する地域にある学校で、先生が聖書だけ触れるとクラスの生徒らは授業を遮りだす。またムスリムの女子生徒が学校でブルカの着用を禁じられる。ブルカ着用禁止は精神の抑圧でもあり、信教の自由にも反している。この世俗主義の原則によって民族的マイノリティは無視され、フランス社会が分断される現象を示すことにもなった。フランス政府による同化政策の結果、ムスリム系移民の子孫らが社会からの隔絶され彼らの(フランス人としての)アイデンティティが喪失することになった。
イスラム過激派は「西洋と戦争状態にある」と考えているために、西洋社会と絶交するムスリム系移民の子孫らにとっての恰好の受け皿になっている。フランス政府による世俗主義によって彼らが西洋社会から阻害され、イスラム原理主義に感化され教化される動機となるのである。この傾向はとりわけ2001年9月11日発生のアメリカ同時多発テロ事件以降顕著になっている。

#### イギリス
戦後の復興の労働力としてバルバドスやジャマイカなどのカリブ地域の植民地や英連邦から多くの移民を呼び寄せた。特に1948年から1973年にカリブ地域から来た移民は「ウィンドラッシュ世代」と呼ばれる、この名称は初期に移住した者が客船エンパイア・ウィンドラッシュ号でやってきたことにちなむ。

### 移民統合と多文化主義の問題
異郷の地において同郷の者たちが一つの地区に居住することによってコミュニティが形成される場合もある。日系人による日本人街・リトルトーキョーや中国人による中華街（チャイナタウン）、朝鮮半島（主に韓国）出身者によるコリア・タウンなどがある。これらは数ブロック程度の「一区画」であることが多いが、規模が大きくなって村や市がまるごと移民によるコミュニティになっている場合も、しばしばある。例えば、ボリビアにおけるサンフアン・デ・ヤパカニ市は集団移民した日本人が作り上げた市である。

#### フランス
フランスは東欧からの移民の統合には成功しているとされる（元大統領のニコラ・サルコジはハンガリー移民2世である）が、旧宗主国として北アフリカ諸国から受け入れた移民の統合はうまくいっていない。移民の多い大都市の郊外では治安の悪化・暴動（2005年パリ郊外暴動事件など）が頻発するなどの問題が深刻化している。
2015年1月に首都パリで勃発したシャルリー・エブド襲撃事件では17人の犠牲者を出した。
この事件はフランスの過去50年で最悪の事件であった。犯人は全てフランス生まれのムスリム（イスラム教徒）だった。フランスの人口の12%がフランス国外生まれであり、またイスラム系の全人口に占める割合は西欧州一である 2005年のパリ郊外暴動事件はイスラム系移民とフランス国民との溝の深さを示したものである。
2015年以前からフランス国民の約74%が、イスラム教はフランス社会の価値観と相容れないと述べている。
元来植民地時代から独立・建国以来の国家形成が移民によって成立しているアメリカでも同様のことは起こりうるが、アメリカは欧州などキリスト教国家からの移民を中心に受け入れており、それらの移民は宗教的アイデンティティーをアメリカ政府から抑圧されることがないのである。
このシャルリー・エブド襲撃事件を境に大陸欧州における移民排斥の動きが一段と活発になり、特にイスラム系移民の制限強化を求める世論は日を追って大きくなっている。ドレスデン（ドイツ）で開かれたイスラム移民排斥のための集会では、約25000人が参加した。またフランス国内の学校では移民の児童と地元の児童との間で文化的対立が高まっており、移民が多数居住する地域であるクリシー＝ス＝ボワの学校では生徒の4分の3が黙祷を捧げる（キリスト教の宗教的行為）ことを拒否した。
またこのパリでの襲撃事件をうけて、ハンガリー首相のオルバーン・ヴィクトルはパリでのデモに参加した。そして、「ハンガリーがそのままのハンガリーであることを我々は望むのであり、身体的特徴や文化的背景が著しく異なるマイノリティーを我々の社会で見たくはない」とオルバーンは主張し、政治的比護目的での移民の数を制限するようEUに求めた。「移民によって欧州は問題と危険を抱え込む些末であり、移民を阻止しなければならない」とオルバーンは述べた。
チェコ大統領ミロシュ・ゼマンは、「欧州の規範を守れないような移民は彼らの本国の文化や慣習のなかで生活するべきであり、それら移民を本国へ送還するべき」と唱えた。フランス首相マニュエル・ヴァルス（自身はスペインからの移民で後に仏国籍取得）は、「フランスにおけるイスラム教徒の割合は欧州一であり、ジハーディスト・イスラム原理主義やテロリストとの戦争状態にある」と述べた。

#### ドイツ
ドイツの首都ベルリンの移民集住地区ノイケルン区では2006年3月に、全校生徒の約80%を移民子弟で占めるリュトリ基幹学校（Rütli-Schule）では、教師が生徒に暴力を振るわれ、強盗が日常茶飯事になるなど学校崩壊が進んだため、全教員が廃校要望書をベルリン市教育長に送付した事件が発生。ドイツにおける移民統合や多文化主義の失敗としてドイツのメディアでは報道された。2010年にはアンゲラ・メルケル首相が「多文化主義は失敗」と公言した。
2010年代以降、シリア内戦などを理由にアラブ・イスラム系移民・難民が増加しており、2015年には大規模な難民受け入れが行われたが、これにより欧州難民危機が引き起こされた。その後も比較的貧しい旧東ドイツ地域を中心にドイツ各地で反移民活動が行われており、反移民を掲げた政党ドイツのための選択肢（AfD）の躍進の要因となっている。

#### スイス
EU諸国からスイスへの移民の数は毎年8万人であり、この数は当初2007年に見積もられていた数の10倍であることがスイス国民党によって指摘されている。そして移民超過の結果、教育システムや交通、公的医療システムに負荷をかける事態になっており、健康保険・年金など移民への社会保障のためのコストを誰が負担するかについての議論がある。そしてスイス国内労働者の賃金の下方硬直性が移民労働者の低賃金と競争にさらされることで脅かされる状態になっている。この状況を受け、2014年スイスは、EU諸国からの移民の数を制限する是非についての国民投票を行い、移民規制強化への賛成が過半数を占めた。スイス国民党代表のトニー・ブルンナーは、この国民投票の結果はスイスの移民政策のターニングポイントだとする声明を出した。
これをうけてスイス政府は2017年からEU諸国からの移民の数を制限する声明を発表した。EU側は先行する条約に反すると批判したが、「もしスイス有権者が我々を信頼しなくなったら、民主主義の危機となってしまう」とスイス司法・警察担当の連邦参事会員シモネッタ・ソマルーガは述べた。その移民制限法は「スイス国内に4か月以上在住する全ての外国人」が対象となり、またスイス在住ではないが国境を越えて通勤しスイスで労働に従事する外国人も対象となる。

#### イギリス
2014年、EU加盟国からの移民は、2004年以降、当時の労働党トニー・ブレア政権が中・東欧8カ国の労働者を受け入れたこともあり、ポーランドを中心に約150万人の移民が英国に入国したとみられる。政府統計では、過去1年間で移民が実質26万人増えた。英国は独仏などに比べても、とりわけ移民に対する社会福祉が手厚いとされ、「ベネフィット・ツーリズム（失業手当など福祉目当ての移住）」も一部で問題になっている。イギリス国内では、過去2年間においてEU市民による犯罪は5万4千件以上となった。最多の犯罪者は、主に東欧出身者で、過去2年において、（全ての）外国人による犯罪件数も2倍に増加した。
2014年、保守党デイヴィッド・キャメロン英首相は、「欧州連合(EU)からの移民に対する社会福祉の制限などを柱とする移民制限措置」を導入すると発表した。「移民が職を奪ったり福祉予算を圧迫したりしている」とする国内の不満に対応する狙いだ。キャメロン首相は演説で「移民は現代のオープンな英国社会と経済にとって不可欠なものだ」「英国に来る移民の数を適正にコントロールし、社会福祉の悪用を防止するための追加の手段が必要だ」と語った。制限措置では、EU移民が英国で職をみつけても、4年間は公営住宅への入居や税額控除などの対象外とする。現在は就職後、数か月後には申請できる。6か月以内に職を探せなかった移民は国外退去を求めるほか、新規EU加盟国からの移民も制限する考えだ。
2019年には合法的に移住したグループであるウィンドラッシュ世代が国外に追放、NHSサービスの提供停止、職場から追放と国民としての権利侵害が起こっていたことが判明し社会問題となった。この問題は政府の非正規移民の管理強化が原因であった。イギリスにいる人間は滞在資格や就労資格の証明などを証明する必要が出た、しかしウィンドラッシュ世代が移住した当時はそのような書類が不要であったため旅券を持っていない、さらに管理強化をした政権が入国の記録を破棄した事により証明をすることが出来なくなったためである。
キャメロン政権から続く保守党政権は移民抑制を掲げていたが人手不足により抑制は出来ず、EU離脱後は非EU圏からの流入が拡大している。2023年はウクライナ、香港から逃れた人々を多く受け入れたため過去最多60万6000人の移民が流入した。

## 日本における移民

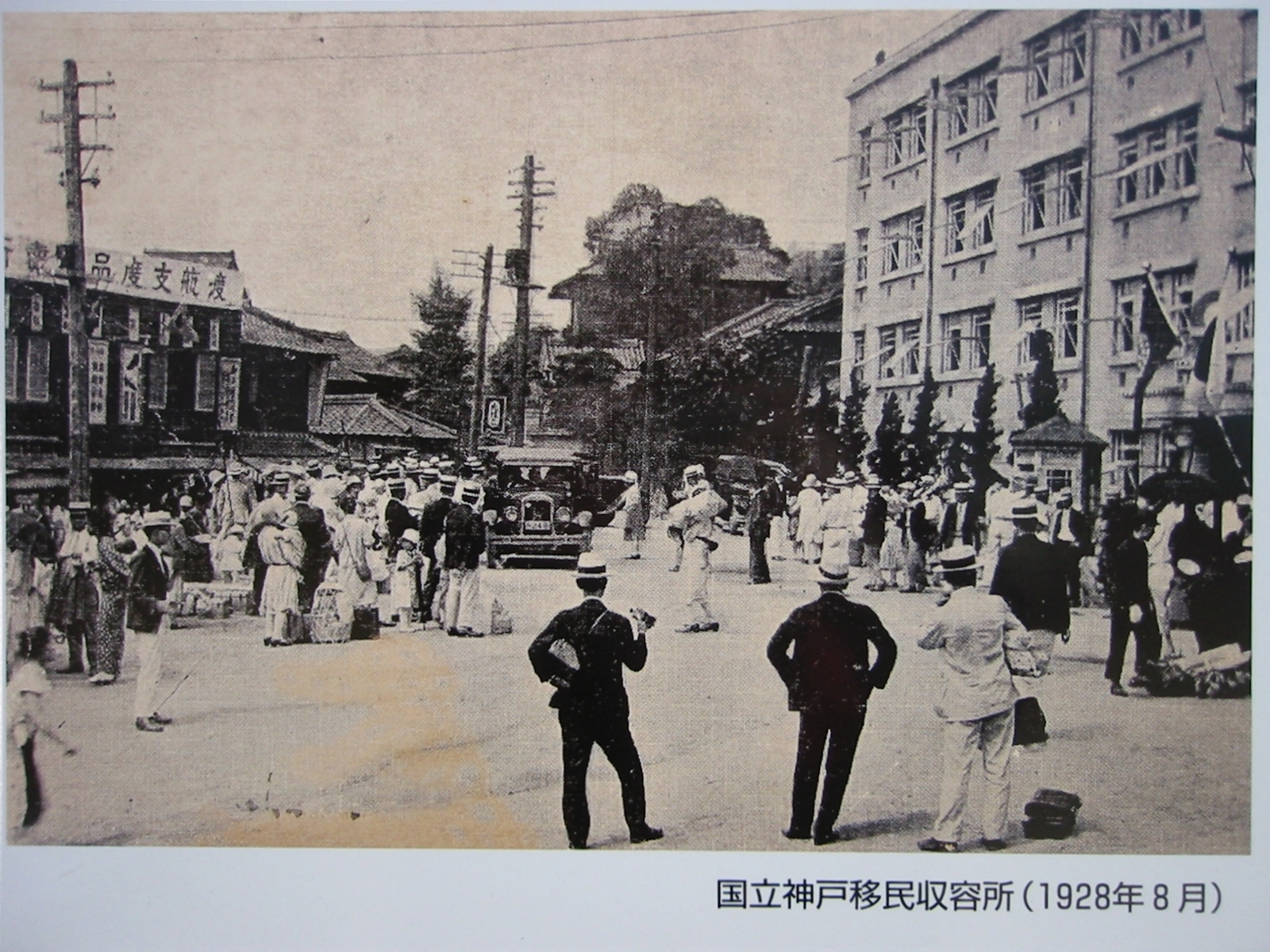
国立神戸移民収容所は昭和3年（1928年）に設立された。

7～8世紀、倭国/日本国は蝦夷支配と開拓を目的に陸奥国・出羽国、越国に強制的な移民政策を行った。
柵戸の最初の事例は7世紀、大化3年（647年）の越国・渟足柵への送り込みで、翌大化4年（648年）には信濃国・越国から同じく越国・磐舟柵への柵戸の送り込み を城柵支配を目的に行われている。8世紀には陸奥・出羽の支配拡大のために、主に東国の住民を対象に大規模な柵戸を行った。当初は公民を対象に柵戸を行っていたが、移住先での蝦夷反乱の存在が認知されたためか柵戸は忌避されるようになり、桃生・雄勝造営以降は犯罪者、浮浪人、奴婢、乞食などを強制的に移住させるようになった。
また、これと正反対に、征服した東北の蝦夷を西日本各地に強制移住した。これを俘囚と言う。移配された俘囚はしばしば反乱を起こし、手をやいた朝廷は897年全ての俘囚を現住地の東北へ戻すことを決定した。
また九州では8世紀初頭、薩摩国・大隅国成立時にも隼人の公民化を目的に柵戸が行われた。鹿児島県には当時の柵戸に由来する地名が現存しているとされる。
また遣唐使の阿倍仲麻呂のように求められて留まり、唐で高官に出世した者もいた。労働力としての人の移動は、室町時代には既に存在していた。御朱印状による御朱印船貿易で、アユタヤ日本人町のような大規模な街を造る者たちもいた。
江戸時代に入り、鎖国政策が採られて以降、江戸幕府は幕末まで移民を海外に送り込むことは無かった。

### 日本人移民

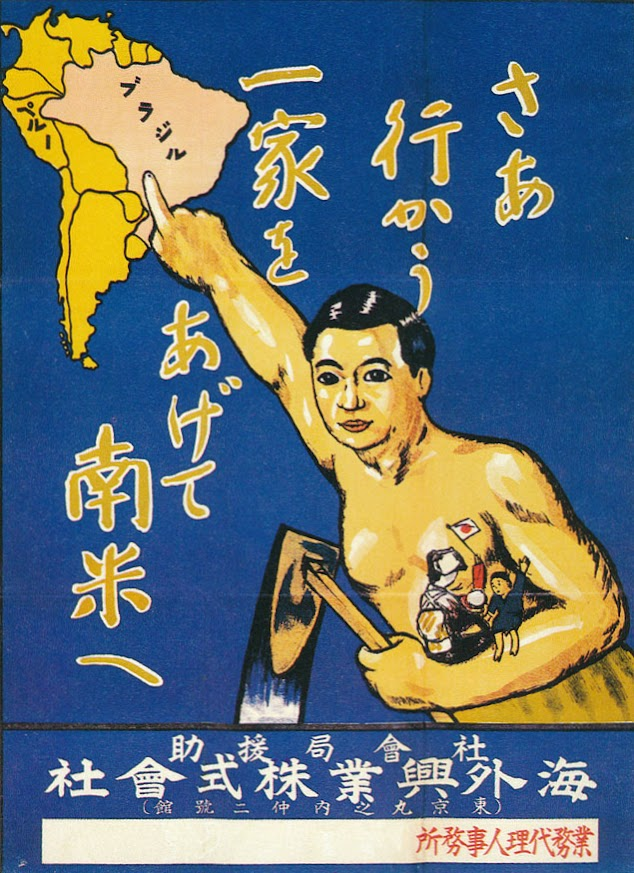
海外興業株式会社のブラジル移民を促すポスター。ブラジルは世界最大の日系人人口を擁する国家である

日本では20世紀の両世界大戦前後の一定の時期に、特に人口増加の解決策のひとつとして国策によって移民が奨励された。

#### 第二次世界大戦前
明治元年（1868年）にハワイ王国のサトウキビプランテーションに移民が渡り「元年者」と呼ばれた。駐日ハワイ総領事ヴァン・リードの要請を受けたもので、153名が送られたが、その待遇は劣悪極まりないものであったため国際問題に発展した。同年にはグアムにも移民が渡航している。
1885年（明治18年）にはハワイへの「官約移民」が始まり、移民事業は本格化・加速化した。
当初、出稼ぎ目的の移民の送出しについては、救貧対策や外貨の獲得など積極論がある一方、外交当局は移民先の環境が奴隷労働に近い状況で、現地住民との摩擦を引き起こしかねないとして慎重であった。そのため1894年（明治27年）4月に移民保護規則、1896年（明治29年）に移民保護規則に代わる移民保護法が制定された。同法は移民を悪徳な取扱業者から保護することを目的としたものであり、移民に旅券の携帯を義務づけ、また移民として海外渡航する場合は行政庁の「渡航証明書」がなければ旅券を発行しないことなどが定められ、移民渡航の許可制や労働契約の認可制、移民取扱業者の国への保証金の納付義務などの制度が設けられた。
1887年（明治20年）以降、ペルーなどと比較して労働条件の良かったアメリカ合衆国（米国）への出稼ぎ目的での移民が急増し、1899年（明治32年）には3万5千人に達した。しかし、低賃金の日本人労働者の流入による賃金低下、習慣や風俗の違い、日露戦争（1904-1905年）後の黄禍論などが原因となり、現地では日本人排斥の動きが強まった。
日本政府は1900年（明治33年）2月に米国およびカナダへの移民を禁止したが、日露戦争後にはハワイ、カナダ、メキシコからの転航者が急増したため、1907年（明治40年）12月に覚書（日米紳士協定）が交わされ、米国への移民は大幅に制限された。ハワイから米国本土への移民が制限されると、ハワイからカナダへの転航が増えたため、カナダとも移民制限の取極めを締結した。なお、この頃の北アメリカへの移民については、日本政府による政策や移民斡旋業者に頼らないやり方をした女性の伊東里きなどがいた。
北米への移民制限によって、移民の渡航先は南米（ペルー、ブラジル、アルゼンチンなど）や太平洋の諸国（フィリピン、オーストラリア、フィジーやニューカレドニアなど）に拡大した。ただし、オーストラリアでは1902年（明治35年）に移民制限法（Immigration Restriction Act, 1901）が施行されたため、移民は制限された。
その他の受入先としては、アメリカ合衆国の統治下にあったフィリピンのダバオ市、満洲国、日本の委任統治下にあったパラオなどの南洋群島などがある。
ただし、日本統治下にあった地域への移住は「国内移住と同等」であると考え、移民とは呼ばないことがある。これは、日清戦争による領土割譲、また、当時の大韓帝国に対する併合以後、日本統治下にあった朝鮮および台湾（日本列島本土を指す内地と区別して外地とも呼ばれた）から日本に移住した朝鮮人や、台湾人に対しても同様である。
第一次世界大戦後の戦後恐慌や1923年（大正12年）の関東大震災により失業者や困窮者が大量に発生し、労働者や小作人の争議が頻発するなど社会不安に襲われた政府は、打開策の一つとして1923年（大正12年）から南米移民の宣伝を開始し、翌1924年（大正13年）には渡航費の全額補助を決定。全国の道府県に海外移住組合を設立し、現地に大型移住地を建設して移民を送り込んだ。
とりわけ、1926年（昭和元年）以後の昭和恐慌の農村への影響は大きく、1934年（昭和9年）の冷害は特に大きな打撃を与えた。その一方で中国東北部での自国による傀儡政府・満洲国の成立によって、満蒙開拓団が国策として必要となった。拓務省が設置され、『月刊拓務時報』が刊行され、拓務省内には海外移住相談所が開設された。
横浜、神戸には移民希望者が集まり、彼らを相手に出国手続や滞在中の世話をする移民宿が誕生した。また、その出身地にちなんだ「薩摩町」「加賀町」などの町名が残されている 。

#### 第二次世界大戦後
第二次世界大戦後の日本では1950年（昭和25年）には復員や引揚者が600万人以上に達していたが、雇用機会が少なく、移民再開が待ち望まれていた。サンフランシスコ講和条約締結後、1952年（昭和27年）末にブラジルへの移民が再開され、パラグアイ・ドミニカ共和国・ボリビアなどへの渡航が増加した。
特に、1956年（昭和31年）に開始されたドミニカへの移民については、当時の日本政府の喧伝内容と実際の現地の状況・待遇にかなりの相違があり、事実上の「棄民」ではなかったのかと、後年日本の国会などで議論されている。
経済的理由からの移民は珍しいものとなったが、リーマンショック後の時期には世界に職を求めて流出する若者の姿も見られた。

### 日本への移住者

日本における在留外国人の推移

外国人労働者は2023年の時点で日本には約204万人の外国人労働者が在留している。また日本にいる在留外国人は307万人おり、日本に定住・永住する者も増加している。
ヨーロッパなどの移民政策への評価が分かれており、あえて移民政策を推進することへの疑問や反対意見も多く、日系人を中心に受け入れる姿勢の倫理的な正当化は日本の治安を守るという視点もある。
2021年時点で生活保護を受給している世帯主が外国人の世帯は4万6003世帯(人数は6万5273人)である。
日本における移民の権利団体としては、移住者と連帯する全国ネットワークがある。

#### 歴史
日本統治時代の朝鮮から日本へ移住した朝鮮人から、また戦後の難民・密航などの不法入国から、在日韓国・朝鮮人が誕生した。
1945年（昭和20年）の第二次世界大戦敗戦、ポツダム宣言受諾（日本の降伏）により、それまで所有していた領土の内の朝鮮半島と台湾の領有権について、日本政府は放棄を受け入れた。その後、1947年（昭和22年）5月の「外国人登録令」で旧植民地出身者である朝鮮人や台湾人らは「外国人」とみなされるようになり、1952年（昭和27年）4月28日のサンフランシスコ講和条約発効・日本の主権回復に合わせて「外国人登録法」が施行され、日本籍を所持していた在日外国人らは日本国籍取得者から除外された。
1980年代には一部の中小企業や農林業（第一次産業）、とりわけ第二次産業（製造業・工業）、第三次産業（商業・サービス業）でのブルーカラー職種で「人手不足」が深刻化、外国人労働者によって人手不足を埋め合わせる機運が生まれる。1990年（平成2年）の「出入国管理及び難民認定法改正」により、日系海外移住者3世まで就労可能な地位が与えられ、日系ブラジル人・日系ペルー人の「デカセギ」や、中国人を中心に外国人労働者が増大した。1991年（平成3年）には「日本国との平和条約に基づき日本の国籍を離脱した者等の出入国管理に関する特例法」が施行され、「特別永住者」という地位が新たに法的に規定された。また中国残留孤児やフィリピンの日系人家族などを想定した「定住者」という法的地位も新設された。しかし、その後日本はバブル崩壊による深刻な不況に突入し、デカセギ労働者も困窮していった。
2006年、当時法務副大臣だった河野太郎が「日本社会として日系人を受け入れる意思も態勢も欠けており、労働力としてしか見ていなかった。失敗を素直に認め、やり直す必要がある」と述べた。リーマンショックを経て在日ブラジル人は帰国し減少していった。
一方、移民政策は諦められてはいなかった。自由民主党の外国人材交流推進議員連盟は2008年（平成20年）に日本は、「今後50年で総人口の10％程度の移民を受け入れるのが相当で1000万人規模の移民受け入れを達成すること」も決して夢でないとし、「移民庁」を創設し日本が受け入れる移民のカテゴリーとして、
1. 高度人材（大学卒業レベル）
2. 熟練労働者（日本で職業訓練を受けた人材）
3. 留学生
4. 移民の家族（家族統合の権利保障）[63]
5. 人道的配慮を要する移民（難民、日本人妻等北朝鮮帰国者、その他日本が人道上受け入れを考慮すべき人々）
6. 投資移民（富裕層）

などを想定していた。
単純労働の移住者を入れないとしていたが非熟練労働者を対象とする技能実習生の移住者は増加を続け、2015年（平成27年）10月、国家戦略特別区域諮問会議で内閣総理大臣安倍晋三(当時)が「外国人を積極的に受け入れ、総合的に在留資格を見直す」との考えを示し、2019年に建設作業員など人手不足の対応を目的とする在留資格、特定技能が始まった。
2010年代には日系人と入れ替わるようにアジア人労働者や特定技能実習生が大量に受け入れられ始めた。
日本介護福祉士会は、2014年技能実習生の対象を介護の分野に広げることに反対した。しかし2017年技能実習制度は拡大され介護職種も対象となった。
同様に建設業界から「国内の若年者の雇用確保が本筋」「外国人材の活用は、言葉や習慣の違いなど課題も多い」とする声もあったが、人手不足の改善が見られないことから、外国人労働者の拡大を求めるようになり2019年新たな在留資格である特定技能が始まった。
2016年（平成28年）4月25日に自由民主党の「労働力確保に関する特命委員会」（委員長・木村義雄参院議員）がまとめた提言案では、単純労働者について「その概念自体をなくす」とし、5月中に安倍首相に対し提言を提出。自由民主党外国人材交流推進議員連盟では（＜移民の定義＞国連事務総長報告書による「通常の居住地以外の国に移動し少なくとも12か月間当該国に居住する人のこと（長期の移民）」（国連事務総長報告書による））としていたが、政府内で統一的な定義のなかった「移民」の定義について（「入国時に在留期間の制限がない者」）との独自の定義を近く示し、「入国時に在留期間の制限がない者」を受け入れる政策は国民に抵抗感が強いとして踏み込まない考えを明らかにする方針。今後は、大学教授や経営者、高度な技術者など「国の利益になる高度な人材」だけでなく、建設作業員などの「単純労働者」の受け入れを「必要に応じて認めるべきだ」とし、外国人の受け入れを基本的に認めるよう求めた。
しかし2018年、移民の定義を問われた国会答弁では移民とは文脈により意味が変わるため統一的な定義は出来ないと回答した。
留学生30万人計画により東南アジアのベトナムや南アジアのネパールで日本語学校が相次いで設立され留学生が急増しているが、実質的に安価な労働力として受け入れられており、欧米各国における移民政策の失敗の後追いになる恐れが高いと指摘される。

## 社会問題・世論変化

### 賃金への下方圧力

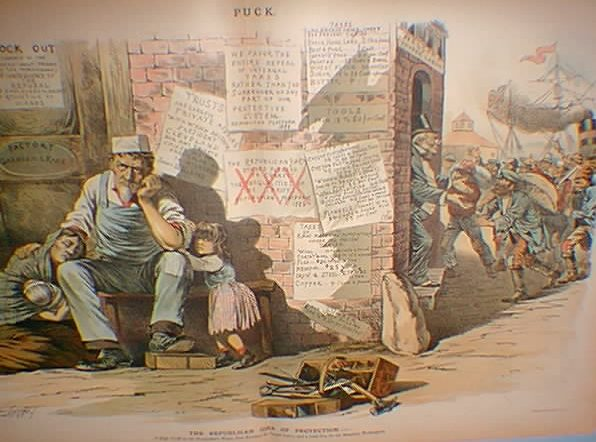
パックによる1888年の風刺画。大規模な低賃金の移民を歓迎している実業家と、その実業家がアメリカの労働者を失業させている様を批判している。

イングランド銀行が2015年に発表したレポートにおいて、英国に流入する移民が増加することで労働者の平均賃金が低下することが示された。移民の比率が10%増加することで非熟練労働者の賃金は1.88%下落、熟練労働者の賃金は1.68%下落する。

### 移民と賃金格差増大
移民労働者の増加で自国の労働者の所得格差が増大することがわかっている。1965年に米国が移民政策を転換して以来、欧州からの比較的熟練した労働力とアジアやラテンアメリカからの比較的非熟練労働力の両方が米国に流入し続けた。全ての移民労働者に対する非熟練移民労働者の割合と全ての自国籍労働者に占める非熟練自国籍労働者の割合の比率はルイジアナ州、ワイオミング州、イリノイ州において高くそれぞれ10.4, 7.29, 7.23であった。この数字が10%増加すれば熟練労働者と非熟練労働者の賃金比率は0.22%増加する。この数字の全米平均値は3.61であり、アラバマ州では3.58であった。この条件では自国籍の熟練労働者と非熟練自国籍労働者の平均賃金の比率は1.44であった。アラバマ州では、非熟練自国籍労働者の平均賃金は熟練自国籍労働者の平均賃金のおよそ0.694倍ということになる。賃金格差の増大は1970年代より始まり、NAFTAが発効された1990年代における所得格差の増大は顕著であった。

### 移民と若年労働者の雇用
移民の流入によって仕事が奪われるとし、移民の流入による職や雇用機会の減少という不安が持たれる場合がある。地域間の差を用いた研究では、外国人の流入が雇用に与える影響は存在しない、あるいは存在してもわずかな負の影響であることを示したものがほとんどであるが、Borjas(2003)の研究は移民流入が母国労働者に意味のある大きさの影響を与えることを示し、塗師本(2014)の研究は外国人比率の上昇は若年失業者割合および非労働力人口割合を高めることが結論付けられ、1990年 - 2010年の日本においては外国人労働者と若年労働者は代替関係にあることを示した。すなわち、この時期の日本においては移民の流入によって若年層の雇用が奪われていたと言える。

### 財政負担や治安悪化・世論変化
米国では中途半端な移民政策が政治問題になっている。とりわけスペイン語圏の中南米（ラテンアメリカ）の国々から米国メキシコ国境付近へ、毎年多数の子供（児童）・未成年者たちが押し寄せてくる。彼ら彼女らは、祖国での暴力や貧困などから逃避するために米国への移民を希望している。米国大統領バラク・オバマ（民主党）は、政治的議論を捨てて、それら子供らを米国に受け入れる必要性を唱えた。だが米国メキシコ国境付近へやってくる中南米の子供らの数は、年を追って増え続け、その対処は政治問題になっている。
2013年10月から2014年6月までに間に、グアテマラやホンジュラスなど中米から米国へ逃亡してくる子供らの数は約5万2千人にのぼっている。その収容負担を軽減するために、米国政府は移民の家族をテキサスや南カリフォルニアの都市などへ移送している。だが、その移民の移送先で新たな問題を引き起こしている。カリフォルニア州マリエータ市長であるアラン・ロングは、「米国政府がすべきことはその非正規移民をテキサスやカリフォルニアに留めておくことではなく粛々と法に基づいて強制送還させることだ」と述べる。ニューメキシコ州では、現地住民が、その移民が米国で就業し現地住民の仕事を奪ってしまうことを恐れ、移民に住居を与え留めておくことに反対の声をあげた。8年間続いた共和党ジョージ・ブッシュ政権下での非正規移民の国外追放者数は200万人であったが、オバマ政権では6年目にして既にほぼ同等数の非正規越境者の国外追放を実施している。また国外追放するにしても、アメリカ合衆国憲法に基づいて検査官らの法的聴取が先行されなければならない。その法的聴取には人員と時間がかかる。
米国政府は2014年度に米国へ流入する子供達の数は6万人から8万人に達すると見込んでおり、それら子供達の宿泊場所を手配する政府の負担が急増している。テキサス州知事リック・ペリーは、「バラック・オバマがこの問題に十分対処できていない」と述べる。「オバマは国境地域の治安確保維持を軽視しているために、彼は集中してこの問題に取り組んでおらず、結果としてそれら子供達への施設提供が不足しているのだ」とペリーは述べた。
その他の共和党議員は、「国境地帯にやってくる中南米の子供達にオバマ政権がそれらの国外追放に猶予期間を与えたことで、他の中南米の子供達に誤った希望をあたえてしまい、それが彼らの越境に拍車をかけているのだ」とオバマ政権を非難した。移民政策の専門家は、オバマ政権の移民容認姿勢が中南米の子供達の越境をあおってしまったことを示唆する強い証拠があると述べた。
これをみたオバマ政権は方針を転換し、それら子供達の国外追放のための法的聴取の検査員や国境警備隊の拡充に37億ドルの資金を出すと声明を出した。その37億ドルのうち、子供達を本国に無事に送還するための移送費として約1.16億ドルが計上されている。また本国送還のサポートなどに3億ドルが使われることになっている。テキサス州の国境の治安向上には3000万ドルが使われる。それら子供達は法的聴取の間に施設に拘留されるが、その衛生・健康状態をケアするのに18億ドルがアメリカ合衆国保健福祉省によって費やされる。
2024年3月には、トランプ政権時代にも不法移民寛容世論が強かったブルーステート(民主党の強い地域)でも、不法移民支援への財政負担・治安悪化・住民施設の不法移民施設への転換を機に、支援者からでさえも共和党への支持転換も発生する事態となっている。

### 移民と住宅バブル
スイス政府統計によれば、住居を有しているスイス居住者は全体の3割しかない。スイスでは住宅所有は少しの贅沢である。だが超低金利、移民の増加、そしてスイスが投資家達にとっての金融避難所としての魅力的な国家であることから、スイスでは不動産抵当の貸付が急上昇している。スイス政府は2014年2月以降、資産価格の急激な上昇を抑えるべく努力している。スイス政府は2014年6月、新規に住宅を購入する者が年金基金をその住宅の頭金として使うことを認めない声明を出した。スイス連邦参事会員であるヨハン・シュナイダー＝アマンは、この政策によって住宅価格高騰が鈍化することを期待すると述べた。
他方、金融政策の観点ではスイス国立銀行は既に対ユーロでの為替ターゲットを維持しているために、政策金利を上げることができず、スイスの住宅価格高騰に対して有効な術を喪失している。そしてスイス銀行は抵当ローンへの条件を厳しくすると表明した。

### 移民と差別
移民は差別を受けることが多く、アイスランドでは雇用主との共通点（職歴、学歴、宗教など）を強調すれば、移民は比較的採用されやすいという調査結果もある。フィンランドでの調査では、実務経験を2年増やしても採用されやすくなるわけではないことが判明している。

### 移民と犯罪・旧来貧困層との対立
移民、特に貧困層の移民は、移民元では余剰人口の排出、移民先では安価な低賃金未熟練労働力の供給源となる一方、文化摩擦や失業などを背景に犯罪集団を形成し各種犯罪を起こすことも各国で発生しており、両方にプラスマイナスともに様々な影響を与える。一般に移民問題とは移入民に関する問題を指すが、移民による頭脳流出が移出国で問題となることもあり、特に医療従事者の流出による医療崩壊は発展途上国で深刻な社会問題となっている。
移民による「差別」を理由にした暴動が起きている。逆に移民による地域社会変化を不満とし白人至上主義による反イスラム思想によるケースだけでなく、黒人貧困層による移民労働者への不満での暴動や襲撃も起きている。移民だけでなく元々のマイノリティに対する攻撃の増加、現地の貧困層から移民が襲撃されるなど様々な国で起こっている。

## 移民船
- メイフラワー号
- タイタニック号
- 笠戸丸
- 山城丸
- あるぜんちな丸
- ぶらじる丸
- りおでじゃねろ丸
- 氷川丸